# Funkerspiel
Das Funkerspiel  (auch Rippeltippel genannt) ist ein Partyspiel, bei dem die Spielenden einen Funkverkehr simulieren, indem sie über Gesten und Sprache miteinander kommunizieren und zu bestimmten Reaktionen auffordern. Regional werden neben „Rippeltippel“ auch die Bezeichnungen „Hupfentupfen“ oder „Himpeltimpel“ für das Spiel verwendet und mit ähnlichen Regeln gespielt wie das Rippeltippel.

## Spielgedanke
Das Funkerspiel greift symbolisch das Senden und Empfangen von drahtlosen Nachrichten auf. Es ist ein Spiel, das die Konzentrationsfähigkeit und die Koordination verschiedener Bewegungsabläufe der Spielenden fordert. Hinzu kommt das stotterfreie Aufsagen eines festgelegten Textes. Insofern ist es – mit steigenden Ansprüchen – etwa ab dem Grundschulalter einsetzbar und als Trinkspiel wegen der zunehmenden alkoholischen Beeinträchtigung noch bei Partyspielen von Jugendlichen und Erwachsenen ergötzlich.

## Spielfeld, Spielgerät, Spielerzahl
Das in seiner Grundversion einfache Spiel lässt sich drinnen und draußen an jedem Ort ab einer Teilnehmerzahl von etwa sechs Mitspielern arrangieren. Es benötigt in der Grundform lediglich einen Markierungsstift in Form eines Lippenstifts, eine Salbe oder einen Weinkorken, der mit einem Feuerzeug zum Schwärzen angebrannt wird. Beim Trinkspiel der Erwachsenen kommt noch Alkohol mit ins Spiel.

## Spielablauf
Die Mitspieler platzieren sich in Kreisform. Sie bilden jeweils eine eigene ‚Funkstation’ und erhalten eine fortlaufende Nummer. Der Spielleiter eröffnet das Spiel, indem er zunächst seine eigene Stationsnummer nennt und dann eine andere anfunkt, z. B. „Funkstation 1 ruft Funkstation 11.“ Dabei legt er beide Daumen an die Schläfen und wedelt mit den Händen (den Antennen). Die angefunkte Station reagiert mit einer entsprechenden Gestik und ruft ihrerseits unter Nennung ihrer Stationsnummer eine andere Funkstation usw. Dabei erhöhen sich mit zunehmender Routine die Sendegeschwindigkeit und die Fehlerhäufigkeit. Wer sich verspricht oder ein Sendezeichen vergisst, muss den Platz mit der höchsten Ziffer einnehmen. Alle Mitspieler wechseln dann in der Reihe ihre Plätze auf die nächste Nummer. Je nach Alter und Anspruchsniveau der Spielenden kann die Schwierigkeit des Spiels verringert oder erhöht werden. So lässt sich etwa die Zeit für die Funkantwort begrenzen, können zusätzliche Bewegungsabläufe gefordert werden.

## Variationen
- Wer einen Fehler macht, bekommt mit einem angeschwärzten Korken oder einem Schminkstift einen Punkt ins Gesicht und muss in der Folge statt seiner Station mit „Rippeltippel 4 etc.“ angesprochen werden und entsprechend antworten.

- Die Nebensitzer / Nachbarfunkstationen des Angefunkten müssen mit dem zugewandten Ohr und der entsprechenden Gestik auf einer Seite jeweils ‚mithören’.

- Alle Spieler sprechen sich entsprechend ihrem neuen Status mit Rippeltippel an, z. B. „Rippeltippel ohne Tippel ruft Rippeltippel mit 3 Tippeln.“ Jeder Versprecher führt zu einem Platzwechsel mit neuer Rippelnummer oder zu einem weiteren Tippel.

- Wenn eine natürliche Zeitbegrenzung angestrebt wird, kann das Spiel auch im Wettkampfmodus gespielt werden. Danach muss aus der Spielrunde ausscheiden, wer beispielsweise fünf oder zehn Tippel erreicht hat. Die verbleibenden Spieler müssen dann darauf achten, dass sie keine inzwischen ‚toten’ Funkanlagen anfunken. Sie scheiden in dem Fall ebenfalls aus.[4]

## Sinngebung
Die variablen, steigerungsfähigen Spielformen eignen sich zur Förderung der Konzentrations- und Reaktionsfähigkeit bereits im Kindergarten. Sie können auch bei Behinderten und noch im Seniorenheim spielerisch-therapeutisch zur Anwendung kommen. Sie können zum Kennenlernen in einer neuen Spielgruppe, bei Kinderfesten und zur kurzweiligen Party-Unterhaltung dienen. Beim Kennenlernspielen werden statt der Zahlen die Namen der Funker ausgegeben und angesprochen. Diese lassen sich – vor allem bei größeren Gruppen- durch Namensschilder besser merken. Beim Trinkspiel der Erwachsenen, wenn bei jedem Funkspruch ein Schluck Alkohol genommen wird, machen die zunehmenden Versprecher den besonderen Reiz des Spiels aus. Vorteile des Funkerspiels sind vor allem die schnelle Verfügbarkeit, das einfache Regelwerk, die entsprechend leichte Vermittelbarkeit und die flexiblen Gestaltungsmöglichkeiten.

## Einzelbelege
1. ↑  https://www.geburtstagswelt.de/rippel-tippel/
2. ↑  Siegbert A. Warwitz, Anita Rudolf: Das Funkerspiel, In: Dies.: Vom Sinn des Spielens. Reflexionen und Spielideen. 5. Auflage, Schneider, Baltmannsweiler 2021, S. 56.
3. ↑  Sieghart Hofmann: Funkerspiel, In: Ders.: Fundgrube Sportunterricht. Kleine Spiele. Auer. Donauwörth 2014. S. 141.
4. ↑  Warwitz / Rudolf: Das Funkerspiel, ebenda S. 57.
5. ↑  Petra Regelin, Jörn Winkler, Frank Nieder, Michael Brach: Fit bis ins hohe Alter, Meyer & Meyer. München 2016, S. 134.